# سوزان سانتاگ
سوزان سانتَگ (به انگلیسی: Susan Sontag), ‎/ˈsɒntæɡ/‎ ‏(۱۶ ژانویه ۱۹۳۳ – ۲۸ دسامبر ۲۰۰۴) نویسنده، نظریه‌پرداز ادبی و فعال سیاسی آمریکایی بود. از مشهورترین نوشته‌های او جستار «علیه تفسیر» است.
سانتاگ به نوشتن و صحبت کردن، یا سفر به مناطق درگیری علاقه وافری داشت، از جمله در طول جنگ ویتنام و محاصره سارایوو فعال بود. او در مورد عکاسی، فرهنگ و رسانه، ایدز و بیماری، حقوق بشر، و کمونیسم و چپ‌گرایی مقالات متعددی نوشته‌است. مقالات و سخنرانی‌های او گاهی مورد انتقاد واقع می‌شدند. مجله نقد کتاب نیویورک وی را «یکی از با نفوذترین منقدان نسل خود» نامید.

## زندگی
سوزان سانتگ با نام اصلی سوزان رزنبلت در ۱۶ ژانویه ۱۹۳۳ در شهر نیویورک از پدر و مادری یهودی به دنیا آمد. پدرش جک روزنبلت تاجر پوست در چین بود. سوزان در پنج سالگی پدر خود را بر اثر بیماری سل از دست داد. هفت سال بعد مادرش، میلدرد جیکبسون با افسر ارتش آمریکا به نام ناتان سانتگ ازدواج کرد. هر چند هیچ‌گاه ناپدری او را رسماً به فرزندخواندگی نپذیرفت اما نام خانوادگی سانتاگ بر سوزان و خواهرش، جودیث ماندگار شد.
سوزان هیچ‌گاه در معرض تعلیمات دینی قرار نگرفت و به گفته وی تا اواسط دهه دوم عمر خویش وارد کنیسه نشده بود. سوزان کودکی‌اش را در لانگ آیلند نیویورک، غم بار، ناراحت، و با مادر سرد که از وی فاصله داشت توصیف می‌کند. خانواده سپس به توسان آریزونا، و در آخر به دره سن فرناندو در جنوب کالیفرنیا مهاجرت کردند، جایی که وی در پشت کتاب‌های بسیارش پناه گرفته بود و در سن پانزده سالگی از دبیرستان فارغ‌التحصیل شد.
سوزان تحصیلات دانشگاهی خود را در دانشگاه برکلی شروع کرد ولی پس از مدتی به دانشگاه شیکاگو رفت و دلیل اصلی این انتقال را بهتر بودن برنامه درسی دانشگاه شیکاگو بیان کرد. او در دانش‌گاه‌های برکلی و شیکاگو در رشته‌های فلسفه و ادبیات و هم‌چنین رمان‌نویسی ادامهٔ تحصیل داد. لئو اشتراوس، جوزف شواب، کریستیان مک‌کاور، ریچارد مک‌کئون، پیتر فون بلنکن‌هاگن و کنت بورک از اساتید وی در دوره تحصیل لیسانس او در دانشگاه شیکاگو بودند. در طی دوره لیسانس، سوزان با مایک نیکولز که همکلاسی‌اش بود رابطه‌ای بسیار صمیمی ایجاد کرد.
در سال ۱۹۵۰ و تنها زمانی که سوزان هفده سال داشت با فیلیپ ریف که معلم و نظریه‌پرداز اجتماعی بود دیدار کرد و ده روز بعد این دیدار منجر به ازدواج شد. این ازدواج هشت سال دوام داشت و نتیجهٔ آن فرزندی شد به نام دیوید که بعدها ویراستار وی و خود نیز نویسنده شد. در طی دوران تحصیل در دانشگاه شیکاگو، سانتگ در کلاس‌های تابستانی که توسط هانس هایریش گرت برگزار می‌شد، شرکت کرد. شرکت در این کلاس‌ها منجر به ایجاد دوستی بین این دو و در نهایت تأثیرپذیری مطالعات سوزان در زمینهٔ اندیشمندان آلمانی از وی شد.
سوزان بلافاصله پس از اتمام دوره لیسانس، به عنوان معلم انگلیسی سال اول در دانشگاه کنتیکت برای سال تحصیلی ۱۹۵۲–۱۹۵۳ مشغول به کار شد.

## اندیشه
به باور سانتگ به جای آنکه هنر را نمودی فیزیکی از «بیانیهٔ» یک هنرمند بدانیم، باید اثر هنری یا در بسطش ابژه را در جهان، مستقل و فارغ از هر ابزار مفهومی یا بازنمایانهٔ دیگری تعریف کنیم. سبک یک قطعهٔ هنری یا یک ابژه، صرفاً نمایه‌ای از اتوسهای زمان تولیدش بوده و کاملاً اشتباه است اگر فکر کنیم هنرمند می‌تواند اثر هنری خارج از هر سبک مفروضی خلق کند. چنین گفته‌هایی را می‌توان پیش‌بینی بر مشاهدات یک دهه بعدتر استاد زیبایی‌شناسی و نقد هنری دانشگاه کلمبیا روزالیند کرائوس دانست.

## علیه تفسیر
کتاب علیه تفسیر از مشهورترین آثار سوزان سانتاگ است که در سال ۱۹۶۶ منتشر شده‌است و شامل برخی از شناخته‌شده‌ترین آثار او، از جمله «دربارهٔ سبک» و «علیه تفسیر» می‌شود. او در این کتاب به این می‌پردازد که رویکرد جدید نقد و زیبایی‌شناسی، از تأثیر پراحساس هنر غافل مانده و تفسیرهای یک جانبه و تأکید بر «محتوا» بدون توجه به سبک جایگزین آن شده. او در این کتاب به بحث ادراک و سبک و هنر می‌پردازد.

## انتقادات

### انتقادات از سوی دیگر نویسندگان
نسیم نقولا طالب در کتاب پوست در بازی خود از سانتگ و دیگر اشخاصی که شیوه زندگی ولخرجانه‌ای دارند ولی خود را «علیه نظام بازار» عنوان می‌کند انتقاد می‌کند. طالب ارزش عمارت مشترک سانتگ در نیویورک را ۲۸ میلیون دلار ارزیابی می‌کند، و می‌گوید «مخالف بودن با نظام بازار و زندگی نکردن در یک کلبه یا غار منزوی از آن (جایی در ورمانت یا شمال غربی افغانستان) غیراخلاقی است.» طالب همچنین استدلال می‌کند که حتی غیراخلاقی تر است که «بدون زیستن با عواقب مستقیم آن مدعی فضیلت شد.»

## ترجمه به فارسی
- علیه تفسیر، ترجمه مجید اخگر، نشر بیدگل، ۱۳۹۴
- نظر به رنج دیگران، ترجمه احسان کیانی‌خواه (گمان، ۱۳۹۴) یا تماشای رنج دیگران، ترجمه زهرا درویشیان و محسن فرهمند (چشمه، ۱۳۹۴)
- دربارهٔ عکاسی، با دو ترجمه متفاوت از نگین شیدوش (حرفه نویسنده، ۱۳۸۹) و مجید اخگر (بیدگل، ۱۳۹۰)